# Yalovaspor
El Yalovaspor es un club de fútbol turco de la ciudad de Yalova. Fue fundado en 1963 y actualmente juega en la Bölgesel Amatör Lig, quinta división del fútbol turco.